# Paratrichocladius pleuriserialis
Paratrichocladius pleuriserialis är en tvåvingeart som beskrevs av Freeman 1959. Paratrichocladius pleuriserialis ingår i släktet Paratrichocladius och familjen fjädermyggor. Inga underarter finns listade i Catalogue of Life.